# Grèce aux Jeux olympiques d'hiver de 1936
 (octobre 2013).
Si vous disposez d'ouvrages ou d'articles de référence ou si vous connaissez des sites web de qualité traitant du thème abordé ici, merci de compléter l'article en donnant les références utiles à sa vérifiabilité et en les liant à la section « Notes et références ».
La Grèce participe aux Jeux olympiques d'hiver de 1936, qui ont lieu à Garmisch-Partenkirchen en Allemagne. Représenté par un athlète, ce pays prend part aux Jeux d'hiver pour la première fois et ne remporte pas de médaille.

## Résultats

### Ski alpin
| Athlète               | Épreuve        | Descente     | Descente | Slalom       | Slalom      | Slalom      | Total           | Total           |
| Athlète               | Épreuve        | Temps        | Rang     | Temps 1      | Temps 2     | Rang        | Points totaux   | Rang            |
| --------------------- | -------------- | ------------ | -------- | ------------ | ----------- | ----------- | --------------- | --------------- |
| Dimitrios Negrepontis | Combiné hommes | 6 min 58 s 6 | 43       | 2 min 15 s 3 | Disqualifié | Disqualifié | N'a pas terminé | N'a pas terminé |

### Ski de fond
| Épreuve | Athlète               | Course          | Course          |
| Épreuve | Athlète               | Temps           | Rang            |
| ------- | --------------------- | --------------- | --------------- |
| 18 km   | Dimitrios Negrepontis | N'a pas terminé | N'a pas terminé |